# Wölperner Torfwiesen
Koordinaten: 51° 26′ 38″ N, 12° 36′ 10″ O
Das Naturschutzgebiet Wölperner Torfwiesen liegt im Landkreis Nordsachsen in Sachsen. Es erstreckt sich nordöstlich von Wölpern, einem Ortsteil der Gemeinde Jesewitz, und südwestlich von Eilenburg. Östlich des Gebietes verläuft die B 107 und südöstlich die B 87n, durch das Gebiet fließt der Wedelwitzer Graben.

## Bedeutung
Das etwa 46,25 ha große Gebiet mit der NSG-Nr. L 40 wurde im Jahr 1989 unter Naturschutz gestellt.